# 北海道道252号美深名寄線
北海道道252号美深名寄線（ほっかいどうどう252ごう びふかなよろせん）は、北海道中川郡美深町と名寄市を結ぶ一般道道（北海道道）である。

## 概要

### 路線データ
- 起点：北海道中川郡美深町字辺渓（北海道道49号美深雄武線交点）
- 終点：北海道名寄市西四条北5丁目（国道40号交点）
- 路線延長：17.9 km（総延長）

## 歴史
- 1957年（昭和32年）3月30日 - 160号として路線認定[1]。
- 1994年（平成6年）10月1日 - 路線番号を252号に変更[2]。

## 路線状況

### 道路施設
主な橋梁
- 天智橋（天塩川）＝名寄市字智恵文
- 恵名大橋（天塩川）＝名寄市字内淵 - 名寄市字大橋

## 地理
- JR智北駅付近で宗谷本線を踏切で渡り、その直後に左折する。右手に、天塩川の三日月湖である智恵文沼が見える。
- 名寄市智恵文にはひまわり畑がある。12haの敷地に約70万本のひまわりが植えられている。

### 通過する自治体
- 上川総合振興局
  - 中川郡美深町
  - 名寄市

### 交差する道路
美深町
- 北海道道49号美深雄武線 - 辺渓（起点）

名寄市
- 北海道道292号智恵文停車場線 - 智恵文
- 国道40号 - 智恵文
- 国道40号 - 西四条北5丁目（終点）

### 沿線にある施設など
名寄市
- JR北海道 宗谷本線 智北駅 - 字智恵文
- 智恵文郵便局 - 智恵文11線北23
- 名寄警察署智恵文駐在所 - 智恵文
- 名寄市立智恵文中学校 - 智恵文11線北2
- 上智恵文郵便局 - 智恵文11線
- 名寄市営智恵文プール - 智恵文11線北2
- 陸上自衛隊名寄駐屯地 - 字内淵
- 名寄市立大学 - 西四条北8丁目
- 北海道名寄産業高等学校 - 西5条北5丁目1